# فهرست آثار ملی شهرستان اقلید
فهرست آثار ملی شهرستان اقلید بخشی از آثار ملی استان فارس در ایران است.
آثار ثبت‌شده شهرستان در این فهرست شامل ۴۵ اثر است.

## فهرست
| کد ثبتی | نام                              | شهر   | موقعیت جغرافیایی                                                                             | طول و عرض جغرافیایی | سال ثبت    | قدمت                      | نگاره          |
| ------- | -------------------------------- | ----- | -------------------------------------------------------------------------------------------- | ------------------- | ---------- | ------------------------- | -------------- |
| ۹۳۶     | حوضچه دختر گبر                   | اقلید | شرق امامزاده عبدالرحمن                                                                       |                     | ۱۳۵۴/۰۹/۱۰ | ساسانی                    | حوضچه دختر گبر |
| ۱۲۵۳    | تپه کوشک زر                      | اقلید | ۱۵ فرسنگی جنوب آباده                                                                         |                     | ۱۳۵۴/۰۹/۱۸ | هزاره ۵ و۴ و۳ و۲و یک ق‌م ـ |                |
| ۱۲۵۵    | تل خون گشت (ده ورون)             | اقلید | ۱ کیلومتری شمال شرقی جاده خون گشت                                                            |                     | ۱۳۵۴/۰۹/۱۸ | تاریخی ـ اسلامی           |                |
| ۱۲۵۸    | قلعه کهنه جعفرآباد               | اقلید | در بین قراء عبدالله آباد و جعفرآباد                                                          |                     | ۱۳۵۵/۰۴/۲۸ | پیش از تاریخ ـ تاریخی     |                |
| ۱۲۵۹    | تل حاجی نوروز (تل آهک پزی)       | اقلید | ۱ کیلومتری ده پهلوانی و در جنوب آن                                                           |                     | ۱۳۵۵/۰۴/۲۸ | پیش از تاریخ ـ اسلامی     |                |
| ۱۲۶۰    | تپه‌های حسن‌آباد                   | اقلید | ۱۲ فرسنگی اقلید بعد از آسپاس                                                                 |                     | ۱۳۵۵/۰۴/۲۸ | پیش از تاریخ ـ اسلامی     |                |
| ۱۲۶۹    | تپه باقرآباد                     | اقلید | ۳ کیلومتری غرب دهکده آب باریک                                                                |                     | ۱۳۵۵/۰۴/۲۸ | هزاره ۴ و۳و ۲و۱ ق‌م        |                |
| ۱۲۷۱    | تل چشمه دزون                     | اقلید | سر راه آسپاس به حسن‌آباد                                                                      |                     | ۱۳۵۵/۰۴/۲۸ | هزاره یک ق‌م               |                |
| ۱۲۷۵    | قلعه مهر علی فارسی               | اقلید | جنوب قریه سده                                                                                |                     | ۱۳۵۵/۰۵/۲۷ | پیش از تاریخ              |                |
| ۱۹۲۹    | کتیبه و غار تنگ براق             | اقلید | بخش سده، ۲۰ کیلومتری جنوب شرقی سده                                                           |                     | ۱۳۷۶/۰۷/۲۳ | ساسانی                    |                |
| ۷۳۱۵    | تل چشمه‌ای                        | اقلید | شهرستان اقلید، بخش حسن‌آباد، ۱/۵ کیلومتری روستای میانرود                                      |                     | ۱۳۸۱/۱۱/۱۲ | تاریخی                    |                |
| ۷۳۱۶    | تل نوشاد                         | اقلید | شهرستان اقلید، بخش حسن‌آباد، روستای قدم آباد                                                  |                     | ۱۳۸۱/۱۱/۱۲ | اسلامی                    |                |
| ۷۳۲۳    | تل پهلوانی                       | اقلید | شهرستان اقلید، بخش حسن‌آباد، روستای پهلوانی                                                   |                     | ۱۳۸۱/۱۱/۱۲ | اسلامی                    |                |
| ۷۳۲۴    | حمام پهلوانی                     | اقلید | شهرستان اقلید، بخش سده، دهستان آسپاس، روستای پهلوانی                                         |                     | ۱۳۸۱/۱۱/۱۲ | قاجاریه                   |                |
| ۷۳۲۵    | تل آهک پزی                       | اقلید | شهرستان اقلید، بخش حسن‌آباد، روستای لاله گون                                                  |                     | ۱۳۸۱/۱۱/۱۲ | پیش از تاریخ              |                |
| ۷۳۲۶    | تل گورستان سلاطین                | اقلید | شهرستان اقلید، بخش حسن‌آباد، روستای قدم آباد                                                  |                     | ۱۳۸۱/۱۱/۱۲ | اسلامی                    |                |
| ۷۳۲۷    | تل گورستان شهر آشوب              | اقلید | شهرستان اقلید، بخش حسن‌آباد، روستای شهر آشوب                                                  |                     | ۱۳۸۱/۱۱/۱۲ | تاریخی                    |                |
| ۷۳۲۸    | مجموعه تپه‌های شهر بانه قطار آغاج | اقلید | شهرستان اقلید، بخش سده، دهستان دژکرد، روستای قطار آغاج                                       |                     | ۱۳۸۱/۱۱/۱۲ | اسلامی                    |                |
| ۷۳۲۹    | تل قلعه کهنه                     | اقلید | شهرستان اقلید، بخش حسن‌آباد، شمال غرب روستای میانرود                                          |                     | ۱۳۸۱/۱۱/۱۲ | اسلامی                    |                |
| ۷۳۳۰    | تل قلعه شهر آشوب                 | اقلید | شهرستان اقلید، بخش حسن‌آباد، روستای شهر آشوب                                                  |                     | ۱۳۸۱/۱۱/۱۲ | پیش از تاریخ              |                |
| ۷۳۳۱    | تل چشمه سلاطین                   | اقلید | شهرستان اقلید، بخش مرکزی، دهستان حسن‌آباد، روستای قدم آباد                                    |                     | ۱۳۸۱/۱۱/۱۲ | تاریخی                    |                |
| ۷۳۳۲    | تل خرسی                          | اقلید | شهرستان اقلید، بخش مرکزی، دهستان شهرمیان، ۴ کیلومتری غرب روستای آب باریک                     |                     | ۱۳۸۱/۱۱/۱۲ | عصر آهن I ـ عصر آهن II    |                |
| ۷۳۳۳    | تل قلعه شیخ باقری                | اقلید | شهرستان اقلید، بخش حسن‌آباد، ۵/۵ کیلومتری شمال روستای رضاآباد                                 |                     | ۱۳۸۱/۱۱/۱۲ | تاریخی                    |                |
| ۷۳۳۴    | تل پاسگاه                        | اقلید | شهرستان اقلید، بخش حسن‌آباد، روستای احمدآباد                                                  |                     | ۱۳۸۱/۱۱/۱۲ | اسلامی                    |                |
| ۷۳۳۵    | محوطه تاریخی اوجان               | اقلید | شهرستان اقلید، بخش مرکزی، دهستان حسن‌آباد، روستای کناس                                        |                     | ۱۳۸۱/۱۱/۱۲ | اسلامی                    |                |
| ۷۳۳۶    | تل بلهدون                        | اقلید | شهرستان اقلید، بخش حسن‌آباد، دهستان بکان، شمال روستای بکان                                    |                     | ۱۳۸۱/۱۱/۱۲ | پیش از تاریخ              |                |
| ۷۳۳۷    | تل کل گر                         | اقلید | شهرستان اقلید، بخش سده، دهستان سده، ۵ کیلومتری شمال غرب، روستای سده                          |                     | ۱۳۸۱/۱۱/۱۲ | پیش از تاریخ              |                |
| ۷۳۳۸    | تل سفید                          | اقلید | شهرستان اقلید، بخش حسن‌آباد، شمال غرب روستای بابایی                                           |                     | ۱۳۸۱/۱۱/۱۲ | اسلامی                    |                |
| ۷۳۳۹    | تل سیاه زمین                     | اقلید | شهرستان اقلید، بخش حسن‌آباد، ۱/۵ کیلومتری غرب روستای میانرود                                  |                     | ۱۳۸۱/۱۱/۱۲ | تاریخی                    |                |
| ۷۳۴۰    | تل قلعه                          | اقلید | شهرستان اقلید، بخش حسن‌آباد، روستای رضاآباد                                                   |                     | ۱۳۸۱/۱۱/۱۲ | اسلامی                    |                |
| ۷۳۴۱    | تل کلی محمد                      | اقلید | شهرستان اقلید، بخش مرکزی، دهستان خنجشت، یک کیلومتری جنوب شرقی روستای علی‌آباد                 |                     | ۱۳۸۱/۱۱/۱۲ | اسلامی                    |                |
| ۷۳۴۲    | تل مرورشکی                       | اقلید | شهرستان اقلید، بخش حسن‌آباد، جنوب غرب روستای لاله گون                                         |                     | ۱۳۸۱/۱۱/۱۲ | پیش از تاریخ              |                |
| ۷۳۴۳    | تل رئیسی                         | اقلید | شهرستان اقلید، بخش حسن‌آباد، یک کیلومتری شمال روستای میانرود                                  |                     | ۱۳۸۱/۱۱/۱۲ | اسلامی                    |                |
| ۱۰۴۹۳   | تل لتی                           | اقلید | شهرستان اقلید، بخش حسن‌آباد، دهستان حسن‌آباد، ۱۲۰ متری جنوب شرقی میانرود                       |                     | ۱۳۸۲/۰۸/۰۲ | پیش از تاریخ              |                |
| ۱۴۲۲۴   | تل شهر آشوب                      | اقلید | شهرستان اقلید، بخش سده، روستای شهر آشوب، ۳۰ کیلومتری بعد از روستای شهر آشوب، ۱۰۰ م جاده اصلی |                     | ۱۳۸۴/۱۱/۰۹ | قرن هفتم هجری             |                |
| ۱۴۲۲۵   | محوطه حاج جهانبخش                | اقلید | شهرستان اقلید، بخش سده، بعد از دوراهی سده، بطرف روستای آسپاس، سمت راست جاده                  |                     | ۱۳۸۴/۱۱/۰۹ | قرن ۴ و ۵ ه. ق            |                |
| ۱۴۲۲۹   | تل شهرک کناس                     | اقلید | شهرستان اقلید، بخش سده، سمت راست جاده خاکی روستای کناس به ییلاق عشایر دوست محمدلو            |                     | ۱۳۸۴/۱۱/۰۹ | اوایل اسلامی              |                |
| ۱۴۲۳۸   | تل قبرستان کناس                  | اقلید | شهرستان اقلید، بخش سده، دو کیلومتری مانده به روستای کناس، سمت راست جاده                      |                     | ۱۳۸۴/۱۱/۰۹ | قرن ۸ و ۹ ق               |                |
| ۱۴۲۴۶   | قلعه شهر آشوب                    | اقلید | شهرستان اقلید، بخش سده، روستای شهرآشوب، ۲۰۰ م بعد از روستا بطرف حسن‌آباد                      |                     | ۱۳۸۴/۱۱/۰۹ | زندیه                     |                |
| ۱۴۲۶۲   | کاروان‌سرای شاه عباسی کناس        | اقلید | شهرستان اقلید، بخش سده، دو کیلومتری بعد از روستای کناس به طرف آسپاس                          |                     | ۱۳۸۴/۱۱/۰۹ | صفویه                     |                |
| ۱۴۲۷۵   | قبرستان کل للو                   | اقلید | شهرستان اقلید، بخش سده، روستای کناس، ارتفاعات مشرف به دشت کناس                               |                     | ۱۳۸۴/۱۱/۰۹ | ساسانی                    |                |
| ۱۴۷۵۱   | تل آقایی                         | اقلید | شهرستان اقلید، بخش سده، روستای بابایی، جاده آسپاس بطرف حسن‌آباد، ۵۸ م جاده اصلی               |                     | ۱۳۸۴/۱۲/۱۶ | قرن چهارم هجری قمری       |                |
| ۱۵۵۶۱   | محوطه چشمه دوزان                 | اقلید | شهرستان اقلید، بخش سده، دهستان آسپاس، روستای آسپاس، بطرف حسن‌آباد، سمت راست جاده              |                     | ۱۳۸۵/۰۳/۱۷ | ساسانی ـ اوایل اسلام      |                |
| ۱۵۶۰۰   | قبرستان دوست محمد لو             | اقلید | شهرستان اقلید، بخش سده، روستای کناس، ییلاق عشایر قشقایی دوست محمد لو                         |                     | ۱۳۸۵/۰۳/۱۷ | ساسانیان                  |                |
| ۱۶۰۹۶   | چاه سنگی قلات                    | اقلید | شهر اقلید، کوه قلات                                                                          |                     | ۱۳۸۵/۰۶/۲۰ | ساسانی                    |                |